# Stokesley
Stokesley è un paese di 4 757 abitanti della contea del North Yorkshire, in Inghilterra.